# Army Times
Army Times est un journal publié 26 fois par an à l'intention du personnel actif, de réserve, de la garde nationale et des retraités de l'armée américaine et de leurs familles. Il fournit des nouvelles, des informations et des analyses, ainsi que des articles sur la communauté et le mode de vie, des suppléments éducatifs et des guides de ressources.
Army Times est publié par Sightline Media Group, anciennement appelé Gannett Government Media Corporation, qui faisait autrefois partie de Gannett Company et de TEGNA. Gannett Government Media Corporation, anciennement connu sous le nom de Army Times Publishing Company, a été acheté par Gannett en 1997 à la Times Journal Company. Tegna a vendu l'entreprise à Regent, basée à Los Angeles, en mars 2016,.
Les journaux Military Times sont les publications les plus achetées dans les magasins de l'Army and Air Force Exchange Service (AAFES) et les commissariats de la défense, devançant des best-sellers nationaux tels que People et Time.

## Histoire
Mel Ryder, fondateur de l'Army Times, a commencé sa carrière de journaliste au sein de l'équipe de Stars and Stripes en vendant et en livrant des journaux aux troupes sur le front pendant la Première Guerre mondiale. En 1921, il s'est associé à Willard Kiplinger pour créer l'agence Kiplinger, un service de publication de bulletins d'information. Il vend sa participation dans l'agence en 1933 et commence à publier Happy Days, un journal destiné aux membres du Civilian Conservation Corps. Sa première commande porte sur 400 exemplaires et le premier annonceur est GEICO. Ensuite, Ryder lance la publication de Army Times. Le premier numéro est publié en 1940 et la société est constituée la même année.
En 2006, la publication publie un éditorial appelant à la démission de Donald Rumsfeld.

## Le personnel
Les employés actuels sont les suivants
- Mike Gruss, rédacteur en chef
- Kent Miller, rédacteur en chef, rédacteur en chef du Air Force Times et du Navy Times
- Kyle Rempfer, rédacteur en chef du Army Times
- Andrea Scott, rédactrice en chef du Marine Corps Times
- Leo Shane III, chef du bureau de Capitol Hill
- Meghann Myers, chef du bureau du Pentagone
- Davis Winkie, reporter
- Sarah Sicard, rédactrice en chef
- Todd South, rédacteur

## Membre de l'année du Military Times
Chaque année, Military Times rend hommage à un "héros du quotidien". Quelqu'un avec qui vous êtes fier de servir. Quelqu'un dont le dévouement, le professionnalisme et l'intérêt pour les autres membres du service et la communauté constituent une référence pour nous tous. Il existe un Marine de l'année, un Soldat de l'année, un Marin de l'année, un Aviateur de l'année et un Garde-côte de l'année. Chaque militaire est désigné par ses pairs pour être sélectionné par le Military Times. Les lauréats sont honorés lors d'une cérémonie officielle au Capitole, à Washington, D.C..

## Source
- (en) Cet article est partiellement ou en totalité issu de l’article de Wikipédia en anglais intitulé « Army Times » (voir la liste des auteurs).